# Ropica (Beskid Morawsko-Śląski)
Ropica (cz. Ropice, 1082 m n.p.m.) – szczyt w Beskidzie Morawsko-Śląskim, w Paśmie Ropicy, na Śląsku Cieszyńskim, w Czechach, ok. 5 km na wschód od centrum Morawki i ok. 6 km na południowe od Rzeki. Górę pokrywają mieszane lasy świerkowo-bukowe.
Na szczycie znajduje się rzeźba pogańskiego boga Słowian Peruna. Rzeźba ta ma symbolizować wzajemną tolerancję i zgodę pomiędzy Czechami, Polakami a Słowakami.